# Carl Hahn
Carl Horst Hahn (1. července 1926 Saská Kamenice – 14. ledna 2023 Wolfsburg) byl německý podnikatel, v letech 1982 až 1993 šéf koncernu Volkswagen. Působil jako předseda představenstva mateřské společnosti Volkswagen AG (dříve Volkswagenwerk AG). Během jeho působení vzrostla výroba automobilů skupiny ze dvou milionů kusů v roce 1982 na 3,5 milionu o deset let později. 
Po pádu železné opony v roce 1991 vstoupil Volkswagen do společného podniku s českou společností Škoda Auto.
Hahnovy akvizice učinily z Volkswagenu globální sílu a potvrdily jeho pozici největšího evropského výrobce automobilů.

## Ocenění
medaile Za zásluhy  1. stupeň (2014)